# Mount Holmes
Mount Holmes är ett berg i Antarktis. Det ligger i Västantarktis. Argentina, Chile och Storbritannien gör anspråk på området. Toppen på Mount Holmes är 1 440 meter över havet.
Terrängen runt Mount Holmes är kuperad norrut, men söderut är den bergig. Trakten är obefolkad. Det finns inga samhällen i närheten.